# Zenair
Die Zenair Ltd. ist ein kanadischer Flugzeughersteller mit Sitz in Midland (Ontario).

## Geschichte
Gegründet wurde die Firma im Jahr 1974 von dem kanadischen Flugzeug-Ingenieur Chris Heintz.
Heintz begann in einer Garage mit dem Zusammenbau von Flugzeugbausätzen der Firma Zenith Aircraft Company.
Im Jahr 1992 erwarb er die Lizenz- und Markenrechte für die STOL CH 701 und die ZODIAC CH 601 von der Firma Zenith. Aus diesen Flugzeugtypen entwickelte er die STOL CH 801 und die ZODIAC XL für die Zenith Aircraft Company.
1996 bekamen Chris Heintz und die Zenair Ltd. die Zulassung für die Zenith CH 2000. 
Die Firma Aircraft Manufacturing and Design (AMD) brachte dieses Flugzeug als AMD Alarus CH 2000 auf den Markt. AMD baut auch die CH 601 XL.
2012 erhielt die Zenair Ltd. die Zulassung für die CH 2000.

## Flugzeugtypen der Zenair
- Zenair Cricket (Kit)
- Zenair Zipper
- Zenair Zipper II
- Zenair CH 50 Mini Z
- Zenair CH 100 Mono-Z
- Zenair CH 150 Acro-Z
- Zenair CH 180 Super Acro-Z
- Zenair CH 200
- Zenair CH 250
- Zenair CH 300
- Zenair CH 300 Tri-Z
- Zenith CH 400
- Zenith CH 600
- Zenith CH 601
- Zenith CH 620 Gemini
- Zenair CH 640
- Zenair CH 650
- Zenith STOL CH 701
- Zenith STOL CH 750
- Zenith STOL CH 801
- Zenith CH 2000 Alarus
- Zenair CH 8000AG

## Bildergalerie

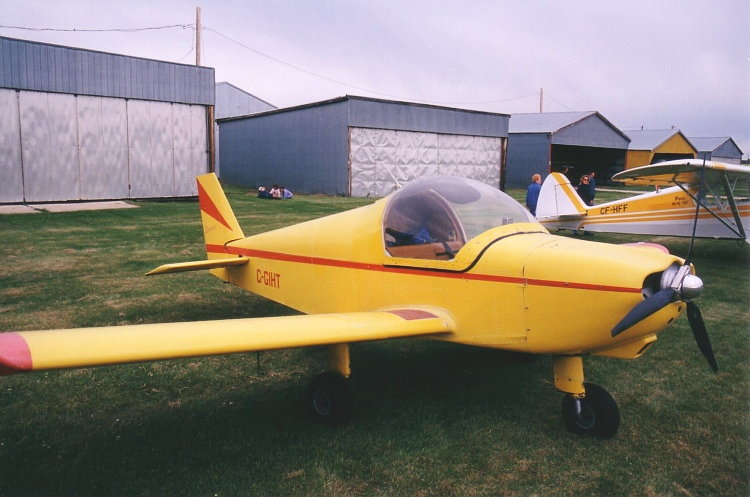
Zenair CH 200
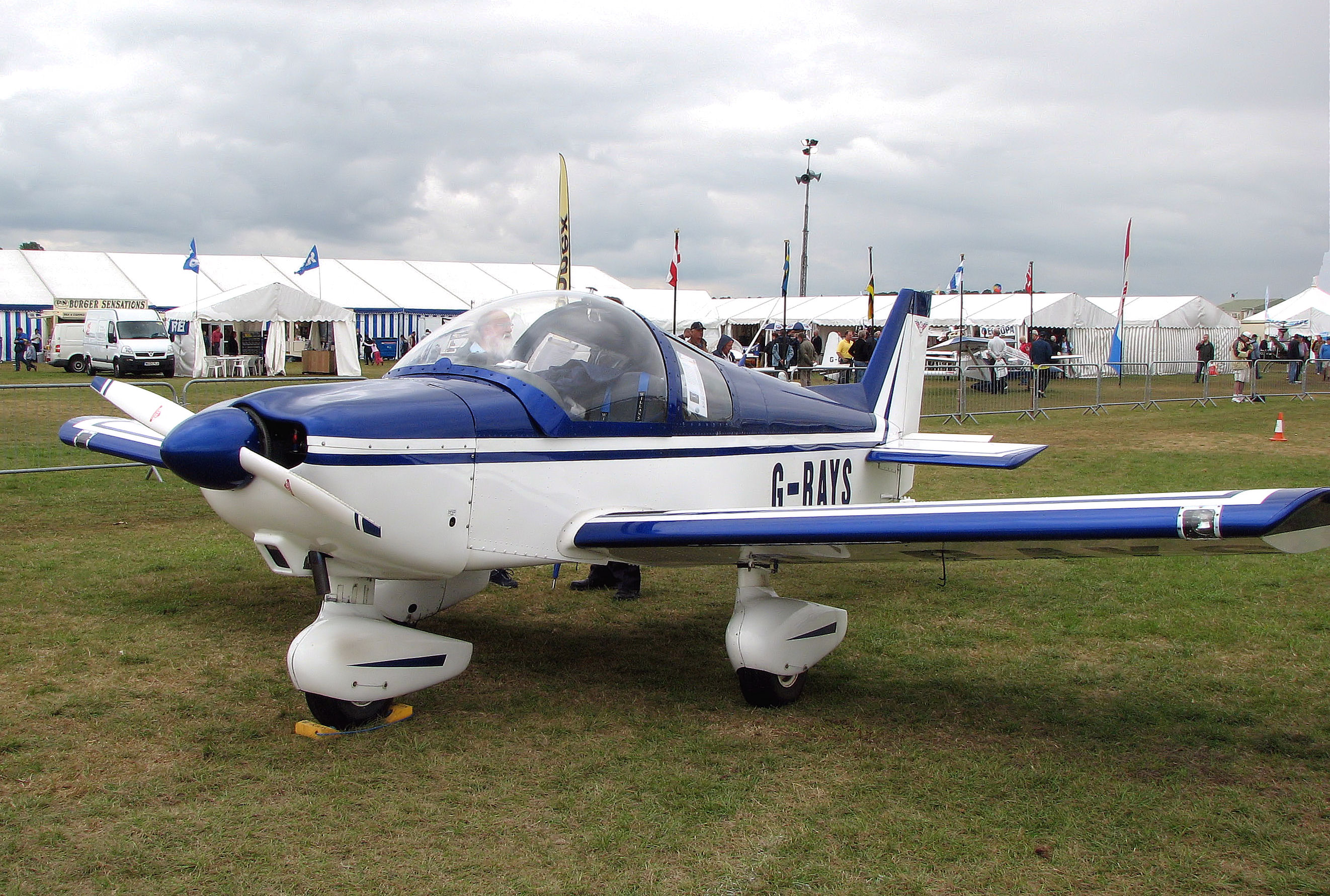
Zenair CH 250
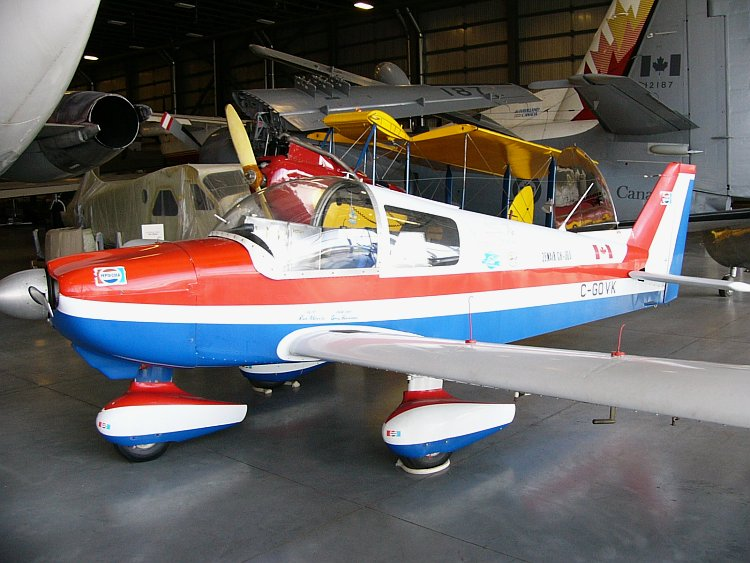
Zenair CH 300
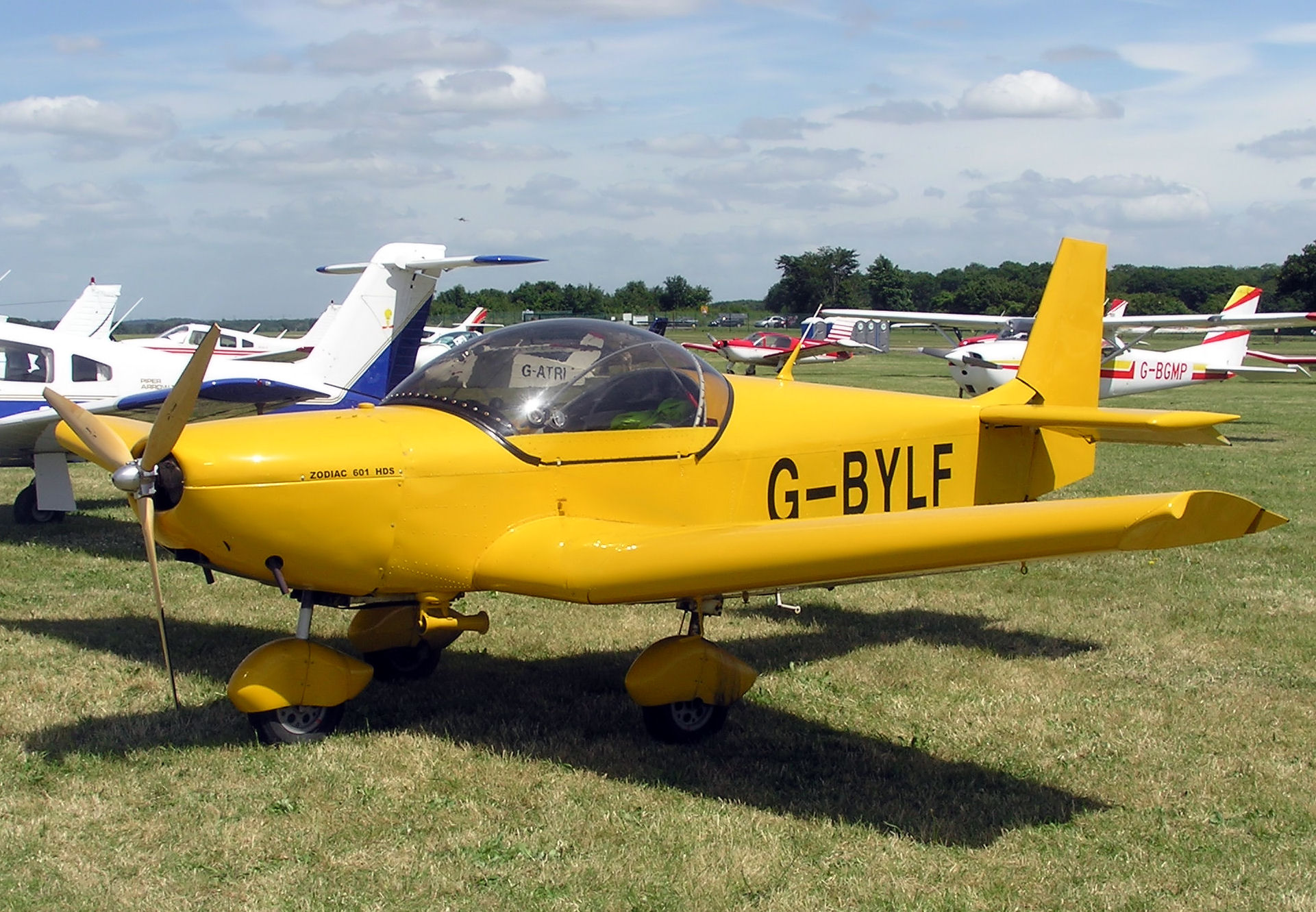
Zenair CH 601
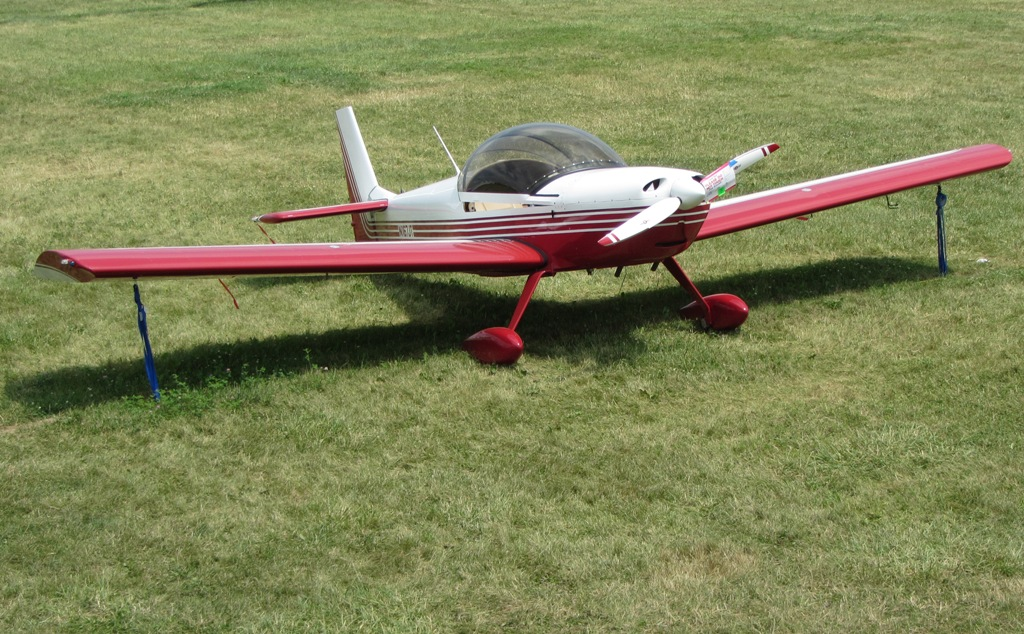
Zenair CH 601 XL
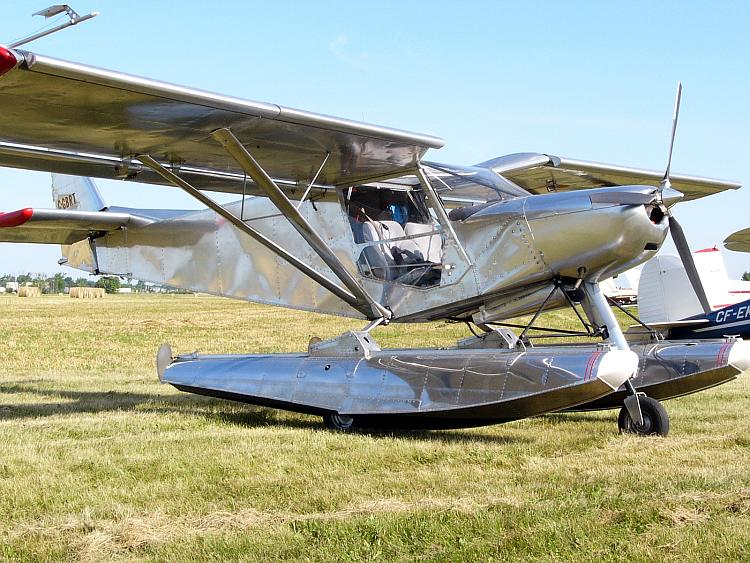
Zenair CH 701 STOL